# Adolf Vogl
Adolf Adi Vogl (4 de maig de 1910 - 9 d'abril de 1993) fou un futbolista austríac de la dècada de 1930.
Fou internacional amb Àustria, formant part de l'anomenat wunderteam. També jugà a Admira Viena, Excelsior AC Roubaix i Wiener AC.